# الدوري الإنجليزي لكرة القدم 1930–31
الدوري الإنجليزي لكرة القدم 1930–31 (بالإنجليزية: 1930–31 Football League)‏ هو موسم من دوري كرة القدم الإنجليزي. فاز فيه نادي أرسنال.